# Alice Roberts

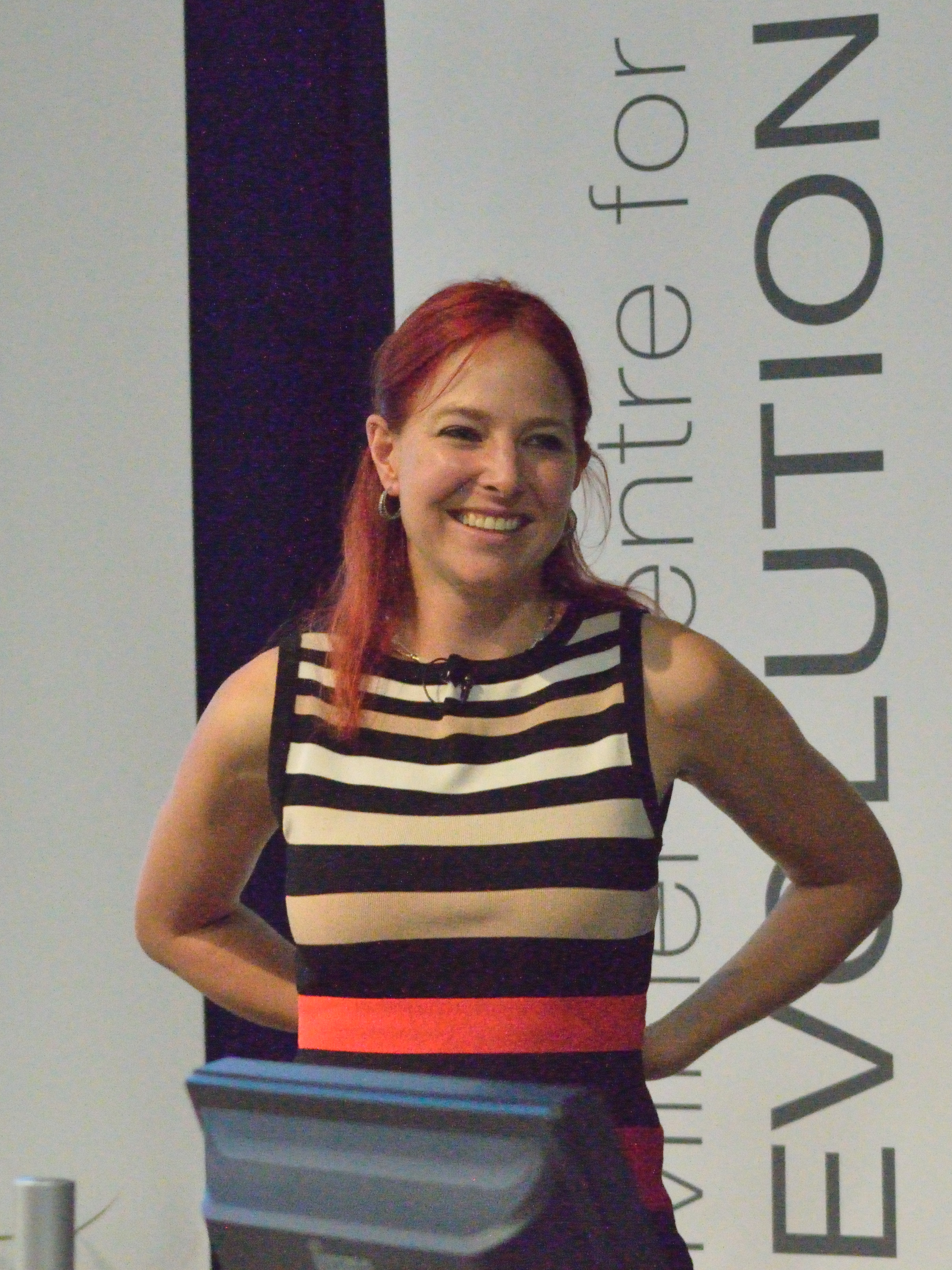
Roberts dando una conferencia pública con motivo de la inauguración del Centro Milner para la Evolución en la Universidad de Bath en 2018

Alice May Roberts (19 de mayo de 1973) es una antropóloga biológica, bióloga, presentadora de televisión y escritora inglesa. Sus intereses de investigación se centran en la anatomía evolutiva, la osteoarqueología y la paleopatología. Tiene una experiencia considerable en comunicación científica: ha presentado varias series históricas en la BBC y ha escrito siete libros de divulgación científica. Desde 2012 es profesora de Compromiso Público con la Ciencia en la Universidad de Birmingham. Fue presidenta de la organización benéfica Humanists UK entre enero de 2019 y mayo de 2022. Ahora[¿cuándo?] es vicepresidenta de la organización.

## Biografía
Roberts nació en Bristol el 19 de mayo de 1973, hija de un ingeniero aeronáutico y una profesora de inglés y artes. Estudió medicina en la Facultad de Medicina de la Universidad de Gales (ahora parte de la Universidad de Cardiff) y se graduó en 1997 con una Licenciatura en Medicina, Licenciatura en Cirugía (MB BCh), habiendo obtenido una Licenciatura intercalada en Anatomía, por la propia Universidad. Tras obtener la titulación, trabajó como médica para el Servicio Nacional de Salud de Gales del Sur durante dieciocho meses. Después, fue a la Universidad de Bristol, donde se hizo profesora de anatomía en general, no solo la humana, y estando allí, sintió una gran curiosidad y fascinación sobre la evolución humana, lo que le llevó en 2008, tras siete años de investigación, a recibir un doctorado en paleopatología. En la actualidad trabaja en la Universidad de Birmingham, enseñando anatomía clínica y anatomía evolutiva humana. Además, forma a cirujanos y antropólogos físicos. También juega un papel muy importante en dicha universidad, pues es profesora de compromiso público en el ámbito científico.
Roberts ahora dirige cursos de anatomía para cirujanos en formación como Directora de Anatomía de la Escuela de Cirugía NHS Severn Deanery, y también es miembro honorario de la Escuela de Medicina Hull York y del Departamento de Arqueología y Antropología de la Universidad de Bristol.
Vive cerca de Bristol, con su marido, un arqueólogo que conoció mientras estudiaba medicina en 1997, su hija Phoebe, nacida en 2010 y su hijo. 
Es humanista, y patrona de la Asociación Humanística Británica y del Twycross Zoo, un zoológico que destaca por tener muchos grandes simios. Además, es una de las organizadoras del Cheltenham Science Festival.

## Programas y series de TV
Ha presentado varios programas de televisión para la BBC y BBC2 como Coast, Time Team, The Celts, The Incredible Human Journey, Ice Age Giants, Origins of Us, Wild Swimming, Don't Die Young, Digging for Britain y Prehistoric Autopsy. Ocasionalmente, también ha presentado algún documental de "Horizon" relacionados con su especialidad, (la biología humana, concretamente sobre medicina y antropología biológica), como "Are We Still Evolving", "What Makes Us Humans", "Sex: a horizon guide" y "Is your Brain Male or Female?".
En abril de 2016 copresentó "Food Detectives", un programa sobre nutrición, cocina y datos alimenticios, en la que ella se centraba en la nutrición humana y temas relacionados con la salud. A menudo presenta programas sobre arqueología, ya que es osteoarqueóloga (rama de la antropología biológica que estudia los restos humanos desde una perspectiva biológica provenientes de yacimientos arqueológicos).
Roberts aparece en dos de los vídeos musicales que componen la obra Symphony of Science de John Boswell: «Children of Africa» y «The World of the Dinosaurs»
Apoya el compromiso público con la ciencia y disfruta dando conferencias públicas.

## Afiliaciones
• Miembro del Consejo Asesor del Festival de Ciencias de Cheltenham
• Juez de los premios anuales Wellcome Image Awards que celebran el arte en la ciencia
• Patrono de la Asociación de Centros de Ciencia y Descubrimiento
• Miembro honorario de la Asociación Británica de Ciencias
• Miembro honorario de la Sociedad de Biología
• Director de Anatomía de la Escuela de Cirugía del Decanato Severn del NHS

## Premios
Ha recibido 4 doctorados honoris causa y otros premios. Algunos de ellos:
- En 2014 presentó los Morgan-Botti lecture.
- Doctorado honoris causa recibido por la Royal Holloway University of London.
- Doctorado honoris causa en medicina por la Universidad de Sussex.
- Premio como Humanista Británica del año 2015, para promover los estudios de evolución en los colegios.
- Candidata al premio "Wellcome Trust Book Prize" 2015 - para su libro "The Incredible Unlikeliness of Being"

## Publicaciones
Entre sus libros se encuentran
- (2008) Don´t die young (editorial Bloomsbury Publishing)
- (2009) The Incredible Human Journey (editorial Bloomsbury Publishing)
- (2010) El Gran Libro Del Cuerpo Humano (editorial Dorling Kindersley)
- (2011) EVOLUCIÓN Historia De La Humanidad (editorial Dorling Kindersley)
- (2014) The Incredible Unlikeliness of Being (editorial Heron Books)
- (2014) Human Anatomy (editorial Dorling Kindersley)
- (2015) The Celts (editorial Heron Books)

Además, Alice frecuentemente publica artículos sobre medicina o evolución en el periódico The Guardian